# Mombello Monferrato
Mombello Monferrato és un municipi situat al territori de la província d'Alessandria, a la regió del Piemont, (Itàlia).
Mombello Monferrato limita amb els municipis de Camino, Castelletto Merli, Cerrina Monferrato, Gabiano, Ponzano Monferrato, Serralunga di Crea i Solonghello.